# مبارک‌پور
مبارک‌پور (به انگلیسی: Mubarakpur) یک منطقهٔ مسکونی در هند است که در شهرستان اعظم‌گره واقع شده‌است.

## خصوصیات
مبارک‌پور ۱۰۹٬۵۳۹ نفر جمعیت دارد و ۶۹ متر بالاتر از سطح دریا واقع شده‌است.